# Carlos Carmelo de Vasconcellos Motta
Carlos Carmelo de Vasconcellos Motta (ur. 16 lipca 1890 w Bom Jesus do Amparo w archidiecezji Mariana, zm. 18 września 1982 w Aparecidzie) – brazylijski duchowny katolicki, kardynał, arcybiskup Aparecida.

## Życiorys
Po ukończeniu seminarium duchownego w Mariana otrzymał święcenia kapłańskie 29 czerwca 1918 roku. Pracował jako duszpasterz w Sabarze, a następnie rektor seminarium w Belo Horizonte. 29 lipca 1932 roku Pius XI mianował go biskupem pomocniczym Diamantina i biskupem tytularnym Algiza, a już trzy lata później został przeniesiony na stolicę metropolitalną w São Luís do Maranhão i 1940 roku został także administratorem diecezji Pinheiro, aż do 13 sierpnia 1944 roku, kiedy to został przeniesiony na stolicę metropolitalną w São Paulo. 18 lutego 1946 roku kreowany kardynałem prezbiterem San Pancrazio przez Piusa XII. Uczestnik konklawe w 1958 roku, oraz Soboru Watykańskiego II. 18 kwietnia 1964 roku przeniesiony na stolicę metropolitalną w Aparecidzie, gdzie znajduje się słynne sanktuarium maryjne. Wsławił się budową nowej bazyliki w tym sanktuarium maryjnym. Zmarł w Aparecida i pochowano go miejscowej archikatedrze. 